# Glasgowska mestna hiša
Mestna hiša ali City Chambers v Glasgowu na Škotskem delujejo kot sedež glasgowskega mestnega sveta od leta 1996 in prejšnjih oblik občinske uprave v mestu od leta 1889. Stoji na vzhodni strani mestnega trga George Square. To je zavarovana stavba kategorije A.

## Zgodovina
Potreba po novi mestni zbornici je bila očitna že od 18. stoletja, ko je stari Glasgow Tolbooth na Glasgow Crossu postal nezadosten za namene državljanske vlade v rastočem mestu z večjo politično odgovornostjo. Leta 1814 je bila cestninska postaja prodana - z izjemo zvonika, ki je še vedno ostal - in dvorane sveta so se preselile v javne stavbe na trgu Saltmarket blizu Glasgow Greena. Kasnejša selitev je mestni svet leta 1844 pripeljala do mestnih in okrožnih stavb med ulicama Wilson Street in Ingram Street. V zgodnjih 1880-ih so mestnega arhitekta Johna Carricka prosili, naj poišče primerno lokacijo za namensko zgrajene dvorane mestnega sveta. Carrick je identificiral vzhodno stran trga George Square, ki je bil nato kupljen.
Po projektnem natečaju je stavbo zasnoval škotski arhitekt William Young v viktorijanskem slogu, gradnja pa se je začela leta 1882. Stavbo je slovesno odprla kraljica Viktorija avgusta 1888, prvo srečanje sveta v dvoranah pa je potekalo oktobra 1889. Prizidek, povezan s pari obokov čez John Street, je bil dokončan leta 1912, Exchange House na George Street pa je bil dokončan sredi 1980-ih.
V novi mestni hiši je bil od leta 1888 do 1895 prvotno nastanjen mestni svet Glasgowa, ko je to telo nadomestila Glasgow Corporation. Ostal je sedež korporacije, dokler ga maja 1975 ni nadomestil okrožni svet Glasgowa pod širšim regionalnim svetom Strathclyde. Nato je ostal sedež okrožnega sveta Glasgowa, dokler ukinitev regije Strathclyde ni vodila do oblikovanja mestnega sveta Glasgowa aprila 1996.

## Arhitektura

### Zunanjost
Stavba je v slogu Beaux Arts, interpretacija renesančnega klasicizma, ki vključuje italijanske sloge s širokim naborom bogato okrašenih okraskov, ki se uporabljajo za izražanje bogastva in gospodarske blaginje drugega mesta imperija, ki je vodilo kot industrijska izvoznica. Zunanja skulptura Jamesa Alexandera Ewinga je vključevala osrednji jubilejni pediment kot osrednji del. Čeprav je bil prvotno namenjen prikazovanju figure, ki simbolizira Glasgow's Clydom ob nogah, ki pošilja svoje izdelke po vsem svetu, je bil pediment preoblikovan za praznovanje zlatega jubileja kraljice Viktorije. Upodablja Viktorijo na prestolu, obkroženo z simboličnimi liki Škotske, Anglije, Irske in Walesa, poleg kolonij Britanskega imperija (večinoma Britanske Indije). Ewing je oblikoval tudi vrhunske skulpture Resnice, Bogastva in Časti ter kipe Štirih letnih časov na stolpu dvorane. Osrednja vrhnja figura Resnice je popularno znana kot Glasgowski kip svobode, zaradi velike podobnosti s podobno postavljenim, vendar veliko večjim kipom v newyorškem pristanišču.

### Notranjost
V preddverju je na tleh postavljen mozaik mestnega grba, ki je iz 1950-ih, ko je bil mestni grb nazadnje spremenjen. Grb odseva legende o zavetniku Glasgowa, svetem Mungu in vključuje štiri embleme – ptico, drevo, zvonec in ribo – kot se spomnimo v naslednjem verzu:
Tukaj je ptica, ki nikoli ni poletela
Tukaj je drevo, ki nikoli ni zraslo
Tukaj je Zvon, ki nikoli ni zazvonil
Tukaj je riba, ki ni nikoli plavala
Banketna dvorana, ki je dolga 33,5 m, široka 14,6 m in visoka 15,8 m, je okrašena z ogromnimi freskami Glasgowskih fantov (kolektiv, ki je interpretiral in širil kanon impresionizma in postimpresionizma). Okrasitev je koordiniral arhitekt William Leiper. Soba je gostila Nelsona Mandelo in sira Alexa Fergusona, ko sta leta 1993 in 1999 prejela nagrado za svobodo mesta. Dvorana sveta je oblečena v opaže iz španskega mahagonija, njena okna pa so izdelana iz beneškega vitraja.

## V popularni kulturi
Stavba je bila uporabljena kot sedež za britansko veleposlaništvo v Moskvi v filmu An Englishman Abroad leta 1983 in kot Vatikanska Apostolska palača v Heavenly Pursuits leta 1986. Uporabljena je bila tudi za film The House of Mirth leta 2000 in pred kratkim predstavljen v televizijski seriji Outlander.

## Galerija
- Dvorana sveta
- Banketna dvorana
- Stopnišče
- Mozaik na stropu pritlične lože
- Glavni vhod